# پیشمرگ (فیلم)
پیشمرگ فیلمی به کارگردانی علی غفاری محصول سال ۱۴۰۳ ایران است. این فیلم در چهل و سومین دوره جشنواره فیلم فجر برنده سیمرغ بلورین بهترین فیلم از نگاه تماشاگران شده است.

## خلاصه داستان
این فیلم برشی از زندگی سعید قهاری، نظامی ایرانی، است و یکی از عملیات‌های مهم و پیچیده امنیتی در سال ۱۳۷۲ را روایت می‌کند.

## بازیگران
- مهدی نصرتی در نقش سردار سعید قهاری
- الناز ملک[۲][۳] در نقش دکتر روژان قادری/ پیشمرگ
- عبدالرضا نصاری در نقش کاک خلیل
- ساناز سعیدی در نقش فرحناز رسولی، همسر سعید قهاری
- حسام منظور در نقش خلبان